# Nobiles
Nobiles era micul grup de familii atât de origini patriciene, dar și plebeice care produceau cei mai mulți oameni aleși în oficiile Republicii Romane.
Vezi și: populares, optimates